# Ukrajinská národní rada Prjaševčiny
Ukrajinská národní rada Prjaševčiny, též Prjaševščiny, zkratka UNRP (ukrajinsky Українська Народна Рада Пряшівщини, slovensky Ukrajinská národná rada Prjaševčiny, doslova Ukrajinská národní rada Prešovska), byla střechová politická organizace a politická strana v poválečném Československu, sdružující obyvatelstvo ukrajinské (respektive rusínské národnosti) na severovýchodním Slovensku.

## Historie
UNRP vznikla 1. března 1945. Zpočátku nevylučovala variantu připojení severovýchodu Slovenska obývaného etnickými Ukrajinci k Ukrajinské sovětské socialistické republice (podobně jako byla připojena Podkarpatská Rus). Brzy se ale přihlásila k rozvoji ukrajinské menšiny v rámci Československa. UNRP se vyhýbala označení Rusín (rusínskou národnostní identitu považovala za umělý konstrukt, mající za cíl rozdělit ukrajinské etnikum). V dobových dokumentech se objevují místo toho termíny jako ukrajinské obyvateľstvo, ukrajinský národ, obyvateľstvo ukrajinských okresov Prjaševščiny nebo obyvateľstvo Prjaševščiny.
Generálním tajemníkem UNRP byl zvolen Ivan Roháľ-Iľkiv. V letech 1945–1946 měla UNRP své zástupce a samostatný poslanecký klub v Prozatímním Národním shromáždění i v Slovenské národní radě. V československém Prozatímním Národním shromáždění zasedalo celkem pět poslanců UNRP. Šlo o jediné zástupce menšinového etnika v tomto provizorním zákonodárném sboru, jenž byl jinak složen výlučně z poslanců české a slovenské národnosti. Po roce 1946 již členové UNRP zasedali v parlamentu v rámci poslanckých klubů jiných stran. Peter Babej například zastupoval Komunistickou stranu Slovenska. Viktor Zavacký zase už během roku 1945 v rámci Ukrajinské národní rady inicioval vznik ukrajinsko-rusínské sekce v slovenské Demokratické straně, která se ustavila v srpnu 1945 a Zavacký byl zvolen jejím předsedou (zrušena roku 1948).
Ukrajinská národní rada Prjaševčiny se neúspěšně snažila docílit oficiálního zakotvení UNRP a ukrajinských menšinových institucí do právního řádu poválečného Československa a systému Národní fronty Čechů a Slováků. V lednu 1946 navrhla Slovenské národní radě, aby Sbor pověřenců byl doplněn o úřad pro záležitosti ukrajinského (ruského) obyvatelstva na Slovensku. Předsednictvo SNR ovšem tento požadavek odmítlo.
Po únorovém převratu roku 1948 se do činnosti UNRP promítly frakční spory. Ivan Roháľ-Iľkiv tehdy obvinil Vasila Karamana z tzv. buržoazního nacionalismu. Etničtí Ukrajinci zároveň čelili tlaku na eliminaci řeckokatolické církve a násilné zavádění pravoslaví na severovýchodním Slovensku. Do roku 1951 vydávala UNRP vlastní tiskoviny a byla aktivní v kulturně-osvětové oblasti. Angažovala se též v poválečné obnově regionu. Byla zrušena roku 1952 a nahradil ji Kulturní svaz ukrajinských pracujících v Československu.